# Saúl Ordóñez
Saúl Ordoñez Gavela (* 10. April 1994 in Salentinos) ist ein spanischer Mittelstreckenläufer, der sich auf die 800-Meter-Strecke spezialisiert hat und über diese Distanz aktuell Inhaber des Landesrekordes ist. 2018 gewann er bei den Hallenweltmeisterschaften in Birmingham die Bronzemedaille.

## Sportliche Laufbahn
Erste Erfahrungen bei internationalen Meisterschaften sammelte Saúl Ordóñez bei den Junioreneuropameisterschaften 2013 in Rieti, bei denen er mit 3:56,14 min in der ersten Runde über 1500 Meter ausschied. Zwei Jahre später nahm er an den U23-Europameisterschaften in Tallinn teil und gewann dort in 1:48,23 min die Silbermedaille im 800-Meter-Lauf hinter dem Polen Artur Kuciapski. 2016 gewann er bei den U23-Mittelmeer-Meisterschaften in Tunis in 1:48,12 min die Bronzemedaille über 800 m hinter den Tunesiern Abdessalem Ayouni und Riadh Chninni und sicherte sich mit der spanischen 4-mal-400-Meter-Staffel in 3:13,73 min die Silbermedaille hinter dem Team aus Tunesien. 2018 qualifizierte er sich für eine Teilnahme an den Hallenweltmeisterschaften in Birmingham und gewann dort überraschend in 1:49,01 min die Bronzemedaille über 800 Meter hinter dem Polen Adam Kszczot und Drew Windle aus den Vereinigten Staaten. Im Juli verbesserte er beim Herculis den spanischen Landesrekord über 800 m auf 1:43,65 min und löste damit Kevin López als Rekordhalter ab. Im August erreichte er dann bei den Europameisterschaften in Berlin das Halbfinale und schied dort mit 1:46,82 min aus. 2019 konnte er bei den Halleneuropameisterschaften in Glasgow seinen Vorlauf nicht beenden und musste verletzungsbedingt das restliche Jahr pausieren. Im Jahr darauf siegte er in 1:45,71 min bei der Nacht van de Atletiek und 2021 qualifizierte er sich über 800 m für die Olympischen Spiele in Tokio, bei denen er mit 1:45,98 min nicht über die Vorrunde hinauskam. 
2022 startete er über 1500 Meter bei den Hallenweltmeisterschaften in Belgrad und verpasste dort mit 3:43,67 min den Finaleinzug. Im Jahr darauf schied er bei den Halleneuropameisterschaften in Istanbul mit 1:51,72 min im Vorlauf über 800 Meter aus. Im Juni siegte er in 1:45,25 min beim Meeting Stanislas Nancy sowie in 1:44,85 min beim Ostrava Golden Spike. Daraufhin wurde er bei der Bauhaus-Galan in 1:44,67 min Zweiter und schied dann bei den Weltmeisterschaften in Budapest mit 1:44,74 min im Halbfinale aus.
2017 wurde Ordóñez spanischer Meister über 800 Meter im Freien sowie 2023 in der Halle.

## Persönliche Bestzeiten
- 800 Meter: 1:43,65 min, 20. Juli 2018 in Monaco (spanischer Rekord)
  - 800 Meter (Halle): 1:45,88 min, 19. Februar 2023 in Madrid
  - 1000 Meter (Halle): 2:18,81 min, 25. Januar 2020 in Boston
- 1500 Meter: 3:34,98 min, 24. August 2020 in Castellón de la Plana
  - 1500 Meter (Halle): 3:37,99 min, 17. Februar 2022 in Liévin